# Human (Human-League-Lied)
Human ist ein Lied der britischen Synthie-Pop-Band The Human League aus dem Jahr 1986, das von dem amerikanischen Produzenten-Duo Jimmy Jam und Terry Lewis geschrieben und produziert wurde. Das Lied wurde im Sommer 1986 als Single aus dem Album Crash ausgekoppelt und erreichte die Chartspitze der Billboard Hot 100 und Platz fünf der deutschen Singlecharts.

## Hintergrund
Die Zusammenarbeit mit den Produzenten Chris Thomas und Hugh Padgham auf dem Album Hysteria brachte nicht den erwarteten kommerziellen Erfolg, so dass Virgin Records nach der kreativen Pause der Band für das folgende Album zunächst Colin Thurston als Produzenten vorschlug. Erste Sessions im Jahr 1985 für das neue Album verliefen jedoch resultatlos. Jo Callis verließ daraufhin die Band in Richtung Feargal Sharkey und wurde durch Jim Russell ersetzt. Zudem hatte The Human League aufgrund des Ideenmangels Streit mit dem Label. Virgin schickte die Band in die USA zu Jimmy Jam und Terry Lewis, die gerade Janet Jackson mit Control auf die Erfolgsspur gebracht hatten.
Die Aufnahmen konnten in den Flyte Time Studios in Minneapolis mit Steve Hodge als Ingenieur fertiggestellt werden, bevor weitere Aufnahmen durch einen heftigen Streit zwischen der Band und den Produzenten um die Sessionmusiker und den kreativen Beitrag von außerhalb der Band unmöglich wurden. Das Album wurde auch dort abgemischt.
Die für das Album aufgenommene Version wurde für die Singleauskoppelung auf eine Länge von 3:48 Minuten eingekürzt und am 21. August 1986 veröffentlicht. Nach Don't You Want Me ist Human der zweite und bisher letzte Nummer-eins-Hit der Band in den Vereinigten Staaten.

## Inhalt
Human ist eine New-Wave-Ballade, die von einem Paar handelt, das sich nach einer Trennung wiedervereint hat. Die Rolle des Mannes, sowie auch einen Großteil des Songs, sang Phil Oakey. Den Part, in dem sich das Paar versöhnt, erkennt man in den Zeilen Only Human und Born to Make Mistakes.

## Musikvideo
Die Regie des Musikvideos, das 1986 mittels Bluescreen-Technik in einem Studio in London gefilmt wurde, führte Andy Morahan. Es zeigt die Band vor einem blauen Hintergrund mit Wassereffekten.

## Rezeption
Das Billboard Magazine bespricht Crash im August 1986 mit den Worten: „While the band lacks the depth of talent that Jackson displayed, there are several strong shots for radio here, most notably ‚Human‘, ‚The Real Thing‘ and ‚Love Is All That Matters‘.“ (Während der Band das große Talent einer Janet Jackson abgeht, gibt es mehrere starke Titel für die Radiostationen, ganz besonders ‚Human‘, ‚The Real Thing‘ und ‚Love is all That Matters‘.)
Stuart Maconie bespricht das Album im Juli 1990 für den New Musical Express und meint: „The band’s fizzy gawky pop heritage sat uneasily with the Minneapolis duo’s state of the art urban funk. Human stood out a mile.“ (Das zischend unbeholfene Poperbe der Band vertrug sich mit dem hochmodernen, urbanen Funk des Duos aus Minneapolis nicht. Human ragt eine Meile heraus.)

### Chartplatzierungen
| ChartsChartplatzierungen       | Höchstplatzierung | Wochen |
| ------------------------------ | ----------------- | ------ |
| Deutschland (GfK)              | 5 (14 Wo.)        | 14     |
| Schweiz (IFPI)                 | 25 (3 Wo.)        | 3      |
| Vereinigte Staaten (Billboard) | 1 (20 Wo.)        | 20     |
| Vereinigtes Königreich (OCC)   | 8 (8 Wo.)         | 8      |

| ChartsJahrescharts (1986)      | Platzierung |
| ------------------------------ | ----------- |
| Deutschland (GfK)              | 62          |
| Vereinigte Staaten (Billboard) | 25          |

### Auszeichnungen für Musikverkäufe
| Land/Region | Auszeichnungen für Musikverkäufe (Land/Region, Auszeichnung, Verkäufe) | Verkäufe |
| ----------- | ---------------------------------------------------------------------- | -------- |
| Kanada (MC) | Gold                                                                   | 50.000   |
| Insgesamt   | 1× Gold ·                                                              | 50.000   |

## Coverversionen
- 1999: Five
- 1999: LFO
- 2000: Craig David
- 2000: Lloyd Cole
- 2000: Nino de Angelo (Weil ich ein Mensch bin)
- 2003: Gareth Gates (All Cried Out)
- 2005: Rick Springfield
- 2010: Till Brönner